# James Gordon
Pour les articles homonymes, voir James Gordon (homonymie) et Gordon.
Ne doit pas être confondu avec Jimmy Gordon.
James Gordon, également appelé Jim Gordon, est un personnage de fiction appartenant à l'univers de DC Comics. Créé par le scénariste Bob Kane et le dessinateur Bill Finger, il apparaît pour la première fois dans le comic book Detective Comics #27 en 1939. Il est le commissaire des services de police de la ville de Gotham City et un fidèle allié de Batman.

## Biographie fictive
Gordon à ses débuts est un jeune policier idéaliste alors que la plupart des policiers de Gotham, dont le commissaire Loeb, sont corrompus et travaillent pour le compte du chef mafieux Carmine Falcone. Il se retrouve naturellement allié à Batman. Lorsque tout le réseau est démantelé, Gordon devient commissaire à la suite de Loeb. Gordon garde secrets ses liens avec Batman.
Tout en assurant ses responsabilités de policier, il élève seul sa fille, Barbara, qui à la fin de son adolescence décide de combattre le crime en tant que Batgirl.
Durant la quarantaine imposée à Gotham City à la suite du tremblement de terre qui frappe la ville, Gordon se rapproche de sa collègue Sarah Essen. Elle est assassinée quelque temps après par le Joker.
Après avoir pris sa retraite, James Gordon quitte Gotham qui lui rappelle trop de mauvais souvenirs. Mais il doit revenir à Gotham et reprendre son poste de commissaire du service de police, à la suite d'une histoire de corruption à l'intérieur du département policier.

### Biographies alternatives
Le James Gordon de l'âge d'or est un simple enquêteur qui voit d'un mauvais œil le fait que Batman fasse de la concurrence à la police. Toutefois, Batman finit par le persuader qu'ils ont tout à gagner en s'entraidant. Par la suite, il devient commissaire de la ville et officialise la collaboration de la police de Gotham City avec Batman et Robin, en leur fournissant un statut de représentants de la loi. À la mort de James Gordon, Bruce Wayne prend sa succession, ayant pris sa retraite en tant que Batman.
Dans la série Batman de 2004 (The Batman), le commissaire Gordon arrive à la fin de la saison 2. Il prend la tête de la police, et contrairement au chef Rojas qui dirigeait la police avant lui, Gordon fait la différence entre Batman et les criminels.
Dans le film d'animation Batman: Gotham by Gaslight, dont l'histoire se déroule dans un Gotham City alternatif au XIXe siècle, il est Jack l'éventreur et est l'antagoniste, au contraire de son homologue du comics du même nom.

## Physique
Jim Gordon a toujours été présenté comme un homme blanc de corpulence normale par rapport à Batman qui lui est représenté supérieur en carrure, il porte une moustache et des lunettes.

## Gordon et l'identité de Batman
Des allusions présentes dans les titres Batman: Dark Knight (The Dark Knight Returns) (de Frank Miller, Klaus Janson, Lynn Varley), Batman Year One (édité en français d'abord sous le titre Vengeance oblige  puis sous Batman: Année Un de Frank Miller et David Mazzucchelli) et Legend of the Dark Knight - Prey édité en France sous le titre "Proie" (de Paul Gulacy, Terry Austin et Doug Moench) et Hush de Jeph Loeb et Jim Lee, suggèrent que le commissaire Gordon connaît l'identité secrète de Batman.
Les indices qui auraient permis au commissaire d'arriver à la conclusion que Batman et Bruce Wayne ne font qu'une seule personne sont la pléthore de gadgets et de matériels très coûteux (matériel haute technologie) utilisés par le justicier qui indiquent qu'il doit être très riche ou du moins soutenu par une fortune ; le fait qu'il patrouille la nuit indique que dans sa vie civile, Batman doit pouvoir se reposer le jour ; le choix de son mode opératoire (justicier masqué incarnant la peur et n'agissant que la nuit) laisse entendre qu'un être cher fut victime d'un crime horrible la nuit (d'après deux analyses indépendantes de psychologues dans Batman : année Un et dans Proie) ; son très haut degré d'efficacité (grâce à des capacités physiques, aptitudes au combat et d’enquêteur exceptionnelles) qui lui permet de réussir là où la police a échoué pendant des années, tout en étant traqué par cette dernière (les toutes premières années) indiquent qu’il a dû subir un très long entraînement. Cela donne donc un indice sur la date du crime dont un proche aurait été victime. Ainsi, Gordon est, par exemple, soulagé lorsqu'il apprend que le psychologue Hugo Strange recherche les meurtres perpétrés la nuit depuis cinq années. En effet, le commissaire sait qu'il faut beaucoup plus de temps pour « devenir » Batman.
Cette thèse, initiée par Frank Miller, n'a jamais été officiellement reprise ou démentie, mais savamment entretenue par d'autres allusions subtiles çà et là tout au long des aventures du chevalier sombre de Gotham.
Dans la plupart des versions de Batman dont Batman Begins ou encore Batman: Arkham Asylum, Gordon faisait déjà partie de la police de Gotham quand les parents de Bruce Wayne sont morts. Dans les épisodes de Batman Confidential publiés par Urban Comics dans la revue DC SAGA Présente et qui voient le "retour" du criminel Wrath, il est déclaré que Gordon a été éloigné de Gotham pour être muté à Chicago le lendemain de l'assassinat des parents de Bruce Wayne, ayant, la veille, tué un inspecteur corrompu de Gotham City censé être en vacances mais qui avait emmené sa famille (sa femme et lui étant armés jusqu'aux dents) faire un cambriolage, afin de clore l'affaire et dissimuler les preuves en éloignant le témoin.
Ces allusions au fait que Gordon connaisse la véritable identité de Batman sont une indication de la qualité de Gordon en tant que policier.
Il est également suggéré que Batman se doute qu'il a été percé à jour par son ami qu'il tient en très haute estime (tant au niveau humain que professionnel).

## Œuvres où le personnage apparaît

### Comics
- 1986 : Batman: Dark Knight (Batman: The Dark Knight Returns) de Frank Miller, Klaus Janson et Lynn Varley

Gordon vient d'avoir 70 ans et part en retraite laissant derrière lui, une ville en guerre.
- 1987 : Batman : Année 1 (Batman: Year One) de Frank Miller et David Mazzucchelli

Le lieutenant James Gordon a été muté à Gotham City. C'est la première année où Batman officie dans les rues de Gotham.
- 1988 : Rire et mourir (Batman: The Killing Joke) de Alan Moore et Brian Bolland

Batman sauve le commissaire Gordon d'un piège vicieux tendu par Le Joker.
- 1996 : Un long Halloween (Batman: The Long Halloween) de Jeph Loeb et Tim Sale

Le commissaire Gordon s'associe avec Batman et Harvey Dent pour lutter contre la pègre de Gotham.
- 2002 : Batman : Silence (Batman : Hush) de Jeph Loeb et Jim Lee
- 2011 : Sombre reflet de Scott Snyder Jock et Francesco Francavilla
- 2011 : La Cour des hiboux de Scott Snyder et Greg Capullo

### Cinéma

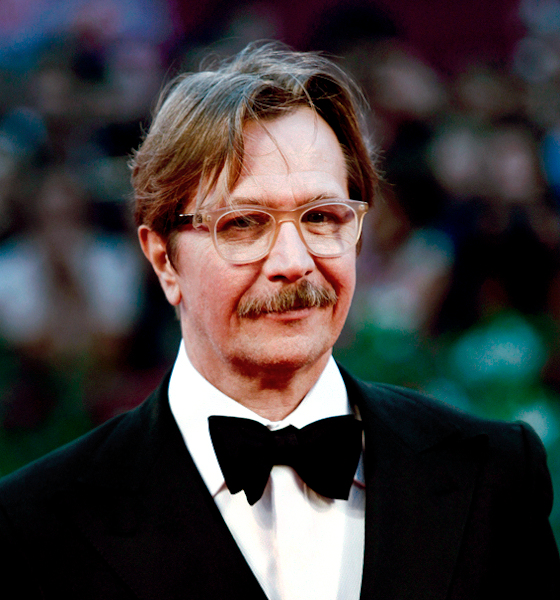
Gary Oldman a interprété James Gordon dans les trois films de Christopher Nolan

- Batman & Robin (15 épisodes, Spencer Gordon Bennet, 1949), interprété par Lyle Talbot
- Batman (Leslie H. Martinson, 1966), interprété par Neil Hamilton (VF : Jean-François Laley)
- Batman (Tim Burton, 1989), interprété par Pat Hingle (VF : Yves Barsacq)
- Batman : Le Défi (Batman Returns) (Tim Burton, 1992), interprété par Pat Hingle (VF : Jean-Claude Sachot)
- Batman contre le fantôme masqué (Batman: Mask of the Phantasm) (Eric Radomski, Bruce Timm, 1993), interprété par Bob Hastings (VF : Jean-Claude Sachot)
- Batman Forever (Joel Schumacher, 1995), interprété par Pat Hingle (VF : Yves Barsacq)
- Batman et Robin (Batman and Robin) (Joel Schumacher, 1997), interprété par Pat Hingle (VF : Yves Barsacq)
- Batman Begins (Christopher Nolan, 2005), interprété par Gary Oldman (VF : Vincent Violette)
- The Dark Knight : Le Chevalier noir (The Dark Knight) (Christopher Nolan, 2008), interprété par Gary Oldman (VF : Vincent Violette)
- The Dark Knight Rises (Christopher Nolan, 2012), interprété par Gary Oldman (VF : Vincent Violette)
- Lego Batman, le film (Chris McKay, 2017) (VF : Frédéric Cerdal) Héctor Elizondo
- Justice League (Zack Snyder, 2017), interprété par J. K. Simmons (VF : Jean Barney)
- Zack Snyder's Justice League (Zack Snyder, 2021), interprété par J. K. Simmons
- The Batman (Matt Reeves, 2022), interprété par Jeffrey Wright

#### La trilogie de Christopher Nolan
Dans Batman Begins, James Gordon interprété par Gary Oldman est un policier désespéré et plutôt pessimiste, étant certain que Gotham est irrémédiablement rongé par le crime et la corruption, il retrouve espoir après l'arrivée de Batman qui sauve la ville de la Ligue des Ombres dirigée par son ancien mentor Ra's al Ghul, qui projette de rayer définitivement Gotham City de la carte à l'aide du gaz paniquant produit par Jonathan Crane. À la fin du film, Jim Gordon fait confiance à Batman pour les aider à nettoyer Gotham City de sa racaille pour de bon.
Dans The Dark Knight, Gordon s'allie avec Harvey Dent le nouveau procureur de Gotham City avec lui et Batman, ils sont censés former le parfait trio pour débarrasser Gotham de la criminalité. Mais c'est alors qu'apparait, Le Joker, un nouveau genre de criminel, qui sera plus fort qu'eux. Il « Brisera » Harvey Dent en tuant sa petite amie et en le poussant ce dernier à faire souffrir ceux qu'il estime responsable de sa perte. Après avoir tué le flic qui l'a livré au Joker sur ordre du chef mafieux Salvatore Maroni et assassiné le mafiosi, il cherchera à se venger de Gordon en tentant de tuer son fils, qui sera sauvé in extremis par Batman, entraînant la mort de Dent. Afin d'éviter de détruire tout le travail accompli et de laisser le Joker gagner, il accepte de déclarer Batman coupable du meurtre de Dent. Durant le film, Gordon acquiert le statut de commissaire à la suite de la mort de Loeb et de la capture du Joker.
Dans The Dark Knight Rises, Gordon est toujours en poste après huit ans de services. Dernier gardien du secret autour de Harvey Dent, il est aussi devenu l'image d'un combat contre le crime que Gotham a remporté, la criminalité ayant radicalement chuté dans la ville en raison des lois votées à la suite de l'assassinat de Dent. Il soupçonne cependant la présence d'une nouvelle menace incarnée par Bane, le terroriste qui va mettre la ville à ses pieds et que seul Batman pourrait contrer. Quand Bane prendra le contrôle de la ville en menaçant de faire sauter une ogive nucléaire, Gordon mettra sur pied une résistance efficace avant d'être capturé et condamné à mort dans une parodie de procès mené par Crane. Il sera sauvé par le Batman, et avant que ce dernier ne mette la bombe hors de portée, il fera une allusion qui permettra à Gordon de comprendre l'identité réelle du justicier.

#### Univers cinématographique DC
Dans Justice League de Zack Snyder, J. K. Simmons endosse le rôle du commissaire Gordon. C'est un homme indulgent et perspicace qui dirige les autorités de Gotham. Épaulé par le Chevalier Noir, il combat le crime depuis de longues années. Tandis que certains policiers considèrent le vengeur masqué comme un criminel à appréhender, il témoigne de sa fidélité sans faille envers son vieil ami. Un soir, il signale aux protagonistes plusieurs enlèvements d'employés de S.T.A.R. Labs et leur remet un portrait-robot de l'assaillant. Par ailleurs, il est enthousiaste de revoir Batman entouré de nouveaux coéquipiers.
Il revient dans Batgirl (2022) d'Adil El Arbi et Bilall Fallah.
La Trilogie de Matt Reeves :
Dans The Batman , le lieutenant James Gordon est de couleur de peau noire , il fait confiance à Batman et l’aide à enquêter sur les différents meurtres qui secouent Gotham , il enquête sur le meurtre du maire , sur le rat ailé nommé par le Riddler et aidera Batman à protéger les habitants lorsque la ville sera inondée .

### Télévision

#### Séries télévisées
- Batman (William Dozier, 1966-1968), interprété par Neil Hamilton (VF : Jean-François Laley)
- Gotham (2014-2019), interprété par Ben McKenzie (VF : Bruno Choël)

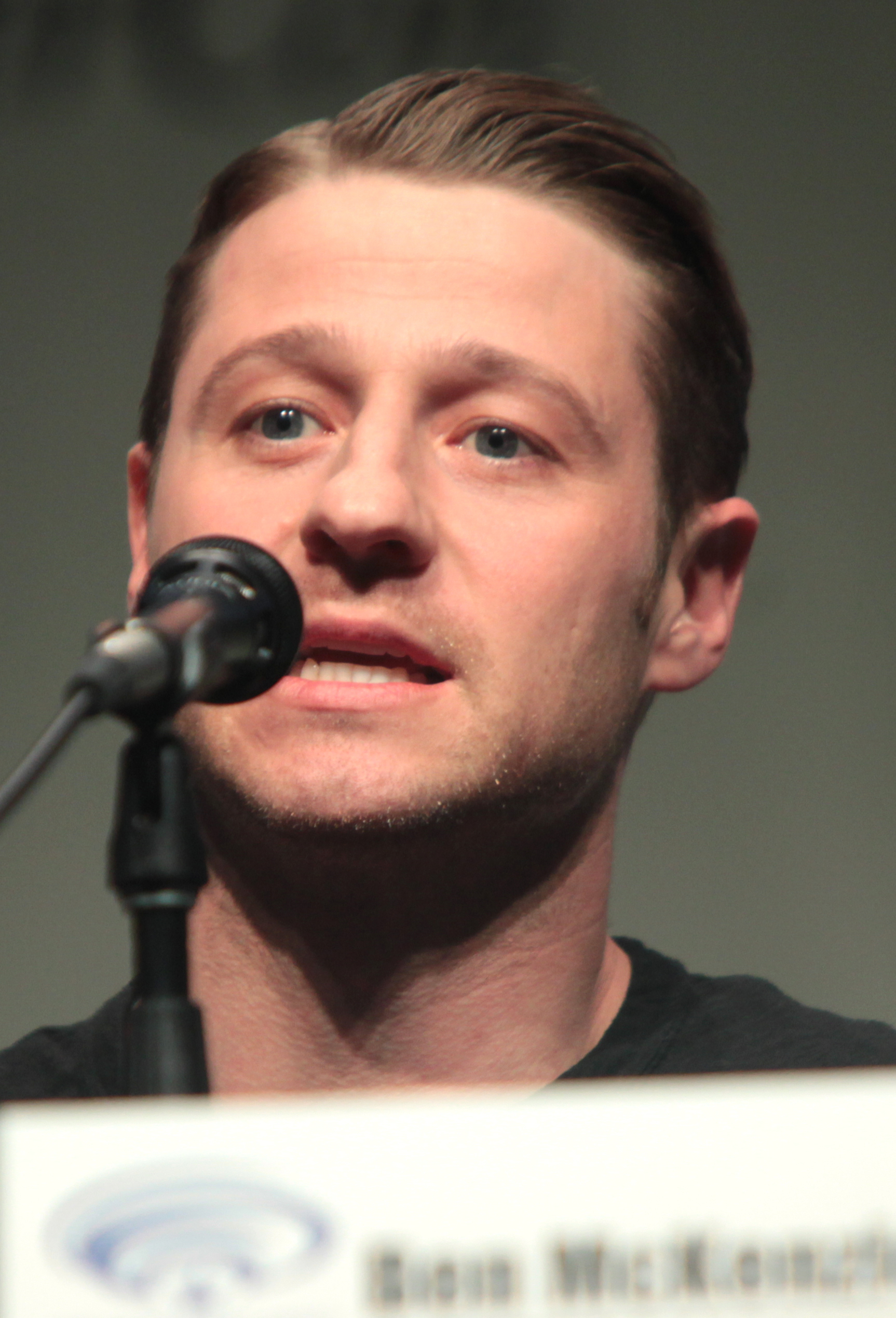
Benjamin McKenzie, qui joue le rôle de James Gordon dans la série "Gotham".

#### Séries d'animation
- The Batman/Superman Hour (17 épisodes, 1968-1969), interprété par Ted Knight
- Batman, la série animée (51 épisodes, Batman: The Animated Series, Paul Dini, Bruce Timm, Eric Radomski, 1992-1994), interprété par Bob Hastings (VF : Jean-Claude Sachot)
- Superman, l'Ange de Metropolis (2 épisodes, Superman, Alan Burnett, Paul Dini, Bruce Timm, 1997 et 1998), interprété par Bob Hastings (VF : Jean-Claude Sachot)
- Batman (7 épisodes, The New Batman Adventures, Alan Burnett, Paul Dini, Bruce Timm, 1997-1999), interprété par Bob Hastings (VF : Jean-Claude Sachot)
- Gotham Girls (4 épisodes, Noodle Soup Productions, 2000-2002), interprété par Bob Hastings (VF : Jean-Claude Sachot)
- Static Choc (1 épisode, Static Shock, Dwayne McDuffie, 2003), interprété par Bob Hastings (VF : Jean-Claude Sachot)
- Batman (13 épisodes, The Batman, Duane Capizzi, Michael Goguen, 2005-2007), interprété par Mitch Pileggi (VF : Jean-Claude Sachot)
- Batman : L'Alliance des Héros
- La Ligue des justiciers : Nouvelle Génération (1 épisode, Young Justice, Greg Weisman, Brandon Vietti, 2012), interprété par Corey Burton (VF : Jean-Claude Sachot)
- Prenez garde à Batman ! (15 épisodes, Beware the Batman, Glen Murakami, Sam Register, 2013-2014), interprété par Kurtwood Smith (VF : Jean-Claude Sachot)
- DC Super Hero Girls (8 épisodes, Shea Fontana, Lisa Yee, Aria Moffly, 2015-), interprété par Tom Kenny (VF : Paul Borne)
- Justice League Action
- Harley Quinn (Justin Halpern, Patrick Schumacker et Dean Lorey, 2019-), interprété par Christopher Meloni
- DC Super Hero Girls (série télévisée)

### Vidéofilms
- Batman et Mr Freeze : Subzero (Boyd Kirkland, 1998), interprété par Bob Hastings (VF : Jean-Claude Sachot)
- Batman : La Mystérieuse Batwoman (Batman - Mystery Of The Batwoman) (Curt Geda, Tim Maltby, 2003), interprété par Bob Hastings (VF : Jean-Claude Sachot)
- Batman: Gotham Knight (2008), interprété par Jim Meskimen (VF : Jean-Claude Sachot)
- Batman et Red Hood : Sous le masque rouge (Brandon Vietti, 2010), interprété par Gary Cole (VF : Thierry Murzeau)
- Batman : Year One (Sam Liu, 2011), interprété par Bryan Cranston (VF : Jean-Claude Sachot)
- Batman, The Dark Knight Returns réalisé par Jay Oliva (2012), interprété par David Selby (VF : Jean-Claude Sachot)
- Lego Batman, le film : Unité des super héros réalisé par Jon Burton (2013), interprété par Townsend Coleman (VF : Jean-Claude Sachot)
- Le Fils de Batman (Son of Batman) réalisé par Ethan Spaulding (2014), interprété par Bruce Thomas (VF : Jean-Claude Sachot)
- Batman vs Robin
- Batman : Assaut sur Arkham (Batman: Assault on Arkham) (2014), interprété par Chris Cox (VF : Jean-Claude Sachot)
- Batman Unlimited : L'Instinct animal (Butch Lukic, 2015) avec Richard Epcar (VF : Jean-Claude Sachot)
- Batman Unlimited : Monstrueuse Pagaille (Butch Lukic, 2015) avec Richard Epcar (VF : Jean-Claude Sachot)
- Batman : Mauvais Sang (2016), interprété par Bruce Thomas (VF : Jean-Claude Sachot)
- Batman: The Killing Joke (2016), interprété par Richard Epcar (VF : Gabriel Le Doze)
- Batman Unlimited : Machines contre Mutants (2016), interprété par Ray Wise (VF : Gabriel Le Doze)
- Batman : Le Retour des justiciers masqués (2016), interprété par Jim Ward (VF : Gabriel Le Doze)
- Lego DC Comics Super Heroes: Justice League : S'évader de Gotham City (2016), interprété par Eric Bauza (VF : Gabriel Le Doze)
- Batman vs Double-Face (2017), interprété par Jim Ward (VF : Gabriel Le Doze)
- Batman Ninja
- Batman: Gotham by Gaslight (2018), interprété par Scott Patterson (VF : Gabriel Le Doze)
- Batman vs. Teenage Mutant Ninja Turtles (Jake Castorena, 2019)
- 'Batman : Contes de Gotham
- Batman: The Long Halloween (Chris Palmer, 2021)

### Jeux vidéo
- Batman Begins, interprété par Gavin Hammon (VF : Vincent Violette) (Electronic Arts, Eurocom, 2005)
- Lego Batman, le jeu vidéo (Warner Bros. Games, Traveller's Tales, 2008)
- Batman: Arkham Asylum, interprété par Tom Kane (VF : Jean-Claude Sachot) (Eidos Interactive, Rocksteady Studios, 2009)
- DC Universe Online, interprété par Ken Webster (Sony Online Entertainment, 2011)
- Batman: Arkham City, interprété par David Kaye (VF : Jean-Claude Sachot) (WB Games, Rocksteady Studios, 2011)
- Lego Batman 2: DC Super Heroes, interprété par Townsend Coleman (Warner Bros. Games, Traveller's Tales, 2012)
- Batman: Arkham Origins, interprété par Michael Gough (VF : Loïc Houdré) (WB Games, Warner Bros. Games Montréal, 2013)
- Lego Batman 3 : Au-delà de Gotham (Warner Bros. Games, Traveller's Tales, 2014)
- Batman: Arkham Knight, interprété par Jonathan Banks (VF : Jean-Claude Sachot) (WB Games, Rocksteady Studios, 2015)
- Batman: A Telltale Games Series, interprété par Murphy Guyer (en) (Telltale Games, 2016)
- Batman: The Enemy Within  , interprété par Murphy Guyer (en) (Telltale Games, 2017-2018)